# Odbicie (film 2021)
Odbicie (ukr. Відблиск) – ukraiński dramat filmowy z 2021 roku w reżyserii Walentyna Wasjanowicza.

## Fabuła
Film przedstawia losy ukraińskiego lekarza wojskowego Serhija, który w czasie walk z Rosjanami we wschodniej Ukrainie w roku 2014 zostaje wzięty do niewoli. W czasie pobytu w niewoli staje się świadkiem przerażających scen przemocy i torturowania ludzi. Po uwolnieniu w wyniku wymiany jeńców, Serhij wraca do swojego komfortowego mieszkania, w którym mieszkał przed wojną i próbuje naprawić relacje z byłą żoną i z 12-letnią córką Poliną. 
Światowa premiera filmu miała miejsce 6 września 2021 w konkursie głównym na 78. MFF w Wenecji. W lipcu 2022 film Wasjanowicza został zaprezentowany we Wrocławiu, w ramach MFF Nowe Horyzonty.

## Nagrody i wyróżnienia
Jeszcze w fazie produkcji film zdobył nagrodę „Prix Alphapanda Audience Engagement” na Międzynarodowym Festiwalu Filmowym Les Arcs 2021. Na 78. MFF w Wenecji Odbicie otrzymało nominację do nagrody Złotego Lwa.

## Obsada
- Roman Lucki jako Serhij
- Stanisław Asiejew jako oficer rosyjskiej FSB
- Ołeksandr Danyliuk jako chirurg
- Nika Myslycka jako Polina
- Nadija Lewczenko jako Olha
- Andrij Rymaruk jako Andrij
- Andrij Senczuk jako psycholog
- Ihor Szulga jako dyrektor więzienia
- Dmytro Sowa jako torturowany więzień